# Tetritskaro (municipalité)
La municipalité de Tetritskaro (en géorgien : თეთრიწყაროს მუნიციპალიტეტი) est un district de la région de Basse Kartlie en Géorgie, dont la ville principale est Tetritskaro. Au recensement de 2002, il comptait 25 354 habitants.